# Cimetière militaire du bois du fer à repasser (Mametz)
Le Cimetière militaire britannique du bois du fer à repasser  (Flatiron copse cemetery) est un cimetière militaire de la Première Guerre mondiale, situé sur le territoire de la commune de Mametz, dans le département de la Somme, au nord-est d'Amiens.

## Histoire
Le nom du cimetière provient d'un bosquet que les tommies  dénommèrent  Flatiron copse. On y créa un cimetière militaire à la fin juillet 1916, après la reprise du secteur par les soldats britanniques des 3e  et 7e divisions d'infanterie britannique. Les inhumations se poursuivirent jusque avril 1917. Après le 11 novembre 1918, 1 149 dépouilles de soldats provenant du champ de bataille des environs y furent transférés.

## Caractéristiques
Le cimetière britannique compte 1 568 tombes : 1 520 Britanniques, 30 Néo-Zélandais, 17 Australiens et 1 Sud-Africain y reposent.

### Sépultures
| Pays             | Sépultures |
| ---------------- | ---------- |
| Royaume-Uni      | 1520       |
| Nouvelle-Zélande | 30         |
| Australie        | 17         |
| Afrique du Sud   | 1          |
| Total            | 1568       |